# Furnace Creek (Kalifornien)
Furnace Creek ist ein census-designated place im Inyo County im US-Bundesstaat Kalifornien. Das U.S. Census Bureau ermittelte bei der Volkszählung 2020 eine Einwohnerzahl von 136. Die Fläche des Ortes beläuft sich auf 81,4 km². In Furnace Creek befindet sich das Besucherzentrum des Death-Valley-Nationalparks, ein Museum, ein Golfplatz, einige touristische Einrichtungen sowie Campingplätze des National Park Service.
Unmittelbar angrenzend im Südwesten der Siedlung liegt das 1936 errichtete Indian Village auf privaten Grundstücken der Timbisha, auf deren historischem Siedlungsgebiet Furnace Creek erbaut wurde.

## Geschichte

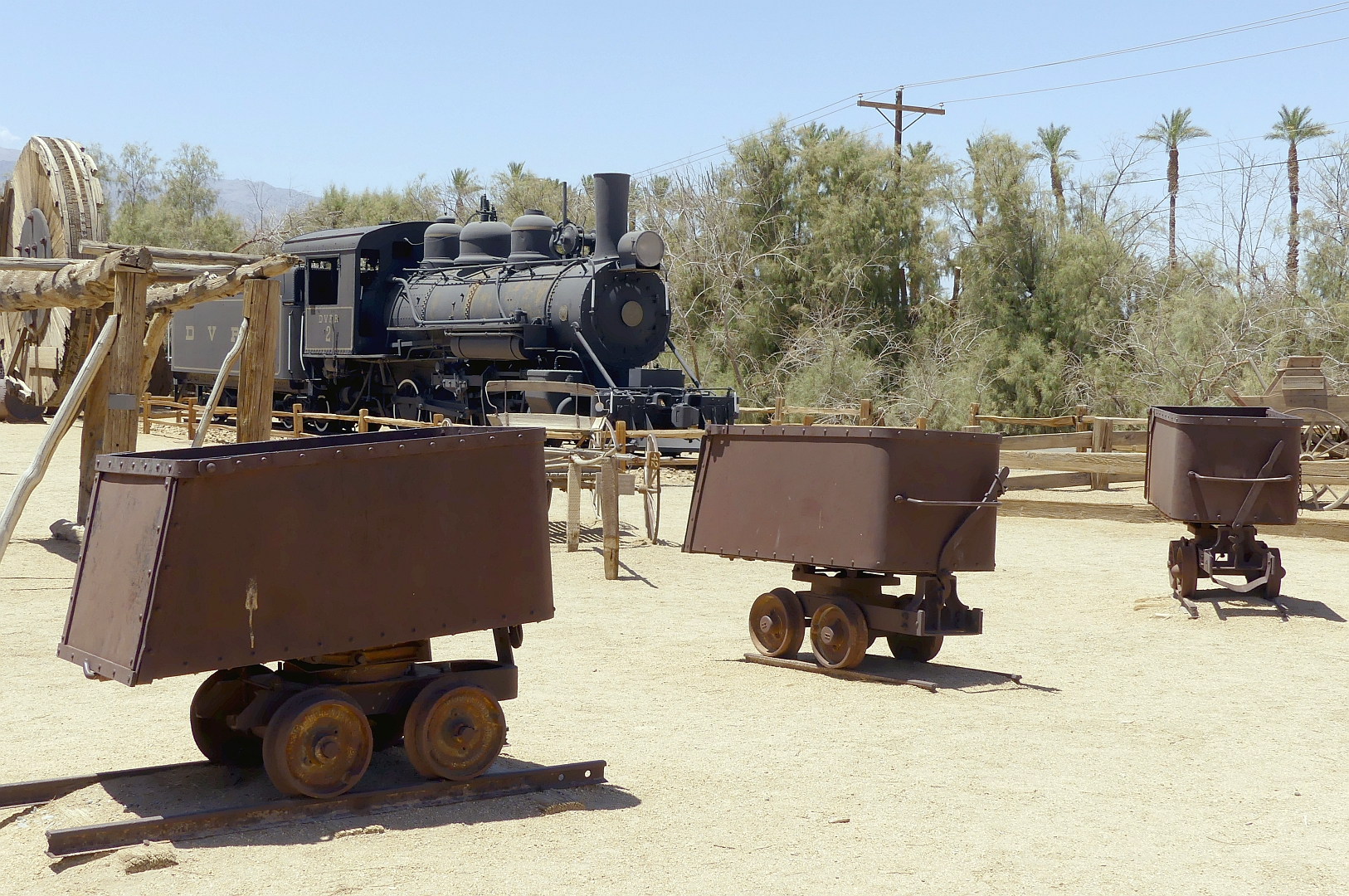
Exponate im Borax Museum

Der Ort wurde 1883 von der William Tell Coleman Borax Company als Greenland Ranch gegründet. Die Ranch diente für die Arbeiter, die mit dem Abbau von Borax beschäftigt waren. 1891 wurde eine Wetterstation errichtet.
Am 10. Juli 1913 wurde bei der Greenland Ranch Station, die 1933 in Furnace Creek Ranch umbenannt wurde, eine Temperatur von 56,7 °C (134 °F) gemessen. Allerdings führen einige Meteorologen dieses Ergebnis auf einen Beobachtungsfehler zurück. Im August 2020 sowie am 10. Juli 2021 wurde in Furnace Creek eine Temperatur von 54,4 °C (130 °F) gemessen. Die in Furnace Creek gemessenen Temperaturen zählen zu den höchsten jemals gemessenen Werten.
Am 15. April 1988 wurden bei Furnace Creek mit 37,3 Millimeter Niederschlag der höchste Wert seit Beginn der Messgeschichte im Jahre 1911 gemessen. Die durchschnittliche jährliche Niederschlagsmenge beträgt im Death Valley rund 120 mm. Am 5. August 2022 fielen 37 mm Regen, es kam zu Vermurungen und einer Beschädigung der Zufahrtsstraßen. Per PKW gekommene Besucher waren eingesperrt, PKW wurden verschoben und beschädigt.
Furnace Creek liegt auf 58 m unter dem Meeresspiegel und zählt damit neben Calipatria als tiefstgelegene Stadt zu den tiefstgelegenen Orten der Vereinigten Staaten. Tiefster Punkt in den USA ist das Badwater Basin im Death Valley.